# Multiclavula sharpii
Multiclavula sharpii är en lavart som beskrevs av R.H. Petersen 1967. Multiclavula sharpii ingår i släktet Multiclavula och familjen Clavulinaceae.   Inga underarter finns listade i Catalogue of Life.